# Aryabhata
Pour le cratère lunaire, voir Aryabhata (cratère).
Aryabhata (IAST : Āryabhaṭa, sanskrit : आर्यभट) est le premier des grands astronomes de l'âge classique de l'Inde, auteur de l'Āryabhaṭīya. Il naît en 476 et passe probablement l'essentiel de sa vie à Kusumapura, que l'on identifie généralement comme Pāṭaliputra, l'actuelle Patna, dans l’état indien du Bihar.

## Biographie
On sait très peu de choses sur la vie d'Aryabhata, et les historiographes en sont souvent réduits aux conjectures.
Aryabhata évoque son année de naissance dans un verset de son Āryabhaṭīya que l'on traduit en général par : « Quand soixante fois soixante années et trois quarts de la yuga se furent écoulées, 23 ans avaient passé depuis ma naissance ». Soixante fois soixante années et trois quarts de la yuga conduit à la date du 21 mars 499, qui serait la date de composition de son Aryabhatiya. Ce qui donne l'année 476 pour la naissance d'Aryabhata. C'est la date la plus communément admise, mais certains auteurs lisent différemment le verset et font de 499 la date de naissance du personnage et l'écriture de son traité 23 ans plus tard, en 522.
Concernant son origine, rien n'est évoqué dans son texte. C'est un commentateur postérieur, Bhāskara I, qui le dit originaire d'Asmaka. Cette affirmation ouvre la porte à trois interprétations : une naissance dans l'ancienne région d'Assaka (en) au nord-ouest de l'Inde, aujourd'hui dans la région de Maharashtra, une naissance plus au sud, dans la région où une partie du peuple d'Asmaka aurait migré, sur les rives de Godavari et Narmada, et même, par le biais d'une traduction du terme Asmaka, une naissance à Kodungallur, dans la région de Kerala.
Aryabhata parle avec insistance dans son traité de la ville de Kusumapura, ville que Bhāskara identifie comme Pataliputra, actuelle Patna. Ceci laisse penser que c'est là qu'il vécut et qu'il écrivit son traité. Certains pensent même qu'il y fut formé et qu'il y est peut-être né. Il a le titre de kulapati (en), ce qui signifie maître d'enseignement. Aryabhata aurait donc enseigné, peut-être au monastère bouddhiste de Nâlandâ, centre d'enseignement supérieur florissant proche de Pataliputra,,, tandis que Kim Plofker envisage un enseignement dans la région de Maharashtra. On lui connait (selon Bhaskara I) trois élèves, dont un, Lāṭadeva, est également auteur d'un traité d'astronomie.
Si l'on se réfère aux versets d'introduction des chapitres I et II de son Āryabhaṭīya, qui sont des versets d'obéissance à l'école de Brahma, Aryabhata aurait été un disciple de cette école d'astronomie et du dieu Brahmā.
Son traité Āryabhaṭīya a eu une grande influence sur l'astronomie indienne. Il est à l'origine d'une « école » d'astronomie, l'Ārya-pakṣa, dont les élèves se réclament « disciples » d'Aryabhata, et a fait l'objet de très nombreux commentaires, dont le premier encore accessible est celui de Bhāskara I. Cet ouvrage fut traduit en arabe sous le titre de Zij al-Arjabhar. Certains auteurs pensent que le nom de cet astronome est parvenu jusqu'en Europe sous le nom d'Andubarius par le biais du Chronicon Paschale, qui en fait un astronome indien enseignant au temps de la Tour de Babel. Cependant David Pingree donne à ce nom un autre origine sémitique « abd al-Bari » ou « l'esclave du créateur ».

## Œuvre
On lui connait deux traités.
Le premier, l'Aryabhata-Siddhanta (« Siddhānta » est un nom générique donné aux ouvrages astronomiques de l'Inde classique) n'est connu que par des traductions et commentaires. Cet ouvrage, inspiré des Suryas Siddhantas, devait traiter d'instruments astronomiques et de calendriers. 
L'Āryabhaṭīya, quant à lui, est un ouvrage traitant de mathématiques et d'astronomie. 

### Astronomie
Aryabhata met en place un nouveau système de mesure du temps sidéral. Au lieu de prendre le système de division du temps que l'on trouve dans les Suryas-siddhantas (1 kalpa = 14 manus, 1 manu = 71 yugas, 1 yuga (ou mahayuga) = 4 320 000 années) , il établit les divisions suivantes : 1 jour de Brahma ou kalpa = 14 manus ou 1 008 yugas. Chaque yuga est découpé en quatre yugas plus petits d'une durée de 1 080 000 années. Il définit également le Kali Yuga, correspondant à 432 000 années. Le commencement d'un yuga correspond à un moment où toutes les planètes sont en conjonction avec Eta Piscium. Il assure qu'au commencement du dernier Kali Yuga toutes les planètes étaient en conjonction avec Aries. La date qu'il donne correspond au 17/18 février de l'année 3102 avant notre ère. Il évalue la longueur d'un mahayuga à 1 577 917 500 jours, ce qui conduit à une évaluation de l'année sidérale de 365 j 6 h 12 min 30 s, une valeur trop grande de quelques minutes.
En cosmologie, il ne croit pas en une théorie de création et destruction du monde, pour lui le temps se déroule de manière continue sans commencement ni fin.
Pour Aryabhata, la Terre est une sphère qui tourne sur elle-même. Il insiste sur cette rotation diurne même s'il reconnait que la théorie d'une Terre immobile et celle d'une Terre tournant sur elle-même sont deux théories équivalentes pour l'observateur. Sa théorie de rotation de la Terre ne sera pas reprise par ses successeurs, mais celle de sa sphéricité sera complètement admise.
Le jour est considéré d'un lever de soleil au suivant, tandis que, dans son Ārya-Siddhānta, il le compte d'un minuit au suivant. Il évalue le jour sidéral à 23 h 56 min 4 s et 1 dixième (la valeur moderne est de 23 h 56 min 4 s et 91 millièmes).
Dans le modèle astronomique qu'il propose, les positions moyennes des planètes parcourent des cercles géocentriques (déférents), et la position réelle des planètes se détermine à l'aide d'épicycles et de cercles excentriques parcourus à des vitesses constantes. Aryabhata n'est pas le premier à expliquer le mouvement des planètes à l'aide d'épicycles : les astronomes grecs Apollonios, Hipparque et Ptolémée en avaient déjà présentés. Mais le modèle d'Aryabhata se révèle très différent et plus simple que celui de ce dernier. Cela laisse supposer qu'il ne fut pas influencé par le modèle de Ptolémée. La question est de savoir si des modèles antérieurs à celui de Ptolémée ne seraient pas parvenus jusqu'en Inde.
Le mouvement d'une planète se calcule en donnant le nombre de révolutions sur le déférent et le nombre de révolutions sur l'épicycle durant la période d'un mahayuga. Ce calcul se fait à partir d'observations faites au temps d'Aryabhata. Il se trouve que, dans le modèle d'Aryabhata, le nombre de révolutions sur l'épicycle par année sidérale des planètes extérieures est de 1 et pour les planètes inférieures est de 88 pour Mercure et 225 pour Vénus, ce qui correspond à leur période héliocentrique. Cela fait dire à Bartel Leendert van der Waerden que le modèle d'Aryabhatta était pensé de manière héliocentrique,. Ce mathématicien est le premier à soutenir cette hypothèse, mais celle-ci est critiquée par de nombreux historiens,,.
Les astronomes étaient toujours conduits à effectuer des corrections sur les calculs des positions des planètes pour les faire correspondre au mouvement réel de celles-ci. Aryabhata en diminue le nombre.
Il est le premier astronome indien à donner une méthode correcte de calcul de latitude des planètes. 
Il propose une explication scientifique et non religieuse du phénomène des éclipses du Soleil et de la Lune, jusque-là attribuées aux démons Râhu et Ketu.
Il analyse la lumière émise par la Lune et les planètes comme celle du Soleil réfléchie par ces astres.[réf. nécessaire]

### Mathématiques
L'Aryabatiya étant conçu comme un poème où chaque propriété est contenue dans un verset, Aryabhata a cherché un moyen de nommer les nombres de manière condensée. Il a donc mis au point un système de numération multiplico-additif à l'aide des 33 consonnes de l'alphabet sanskrit lui permettant de nommer les nombres de 1 à 25 et les dizaines de 30 à 100. À ces nombres, on peut appliquer un « poids » qui est une puissance paire de 10, en leur associant un jeu de 9 voyelles, l'ordre des syllabes n'ayant aucune importance. Ceci lui permet de nommer de très grands nombres. Ainsi le nombre de rotations de la Lune dans un mahayuga est évalué par Aryabhata à :
ca-ya-gi-yi-ṅu-śu-chlṛ
ce qui donne :
6×100 + 30×100 + 3×102 + 30×102 + 5×104 + 70×104 + (7 + 50)×106 = 57 753 336.
Ce système diffère de la notation positionnelle utilisée par le système kaṭapayādi (en).
En arithmétique, il présente des algorithmes de calcul classiques (extraction de racines carrées et cubiques, règle de trois, calculs d'intérêts…). Il propose une méthode originale de résolution des équations indéterminées de degré 1 à deux inconnues ou plus dans le but de déterminer les dates de conjonction des planètes. Sa méthode se révèle plus efficace que celle des restes chinois. Son traité contient également la méthode de calcul de la somme des termes d'une suite arithmétique, de la somme des premiers carrés, et de la somme des premiers cubes. Il présente une méthode pour déterminer, connaissant la somme des termes d'une suite arithmétique connue, le nombre de termes de cette somme.
En géométrie, il redonne les calculs d'aire et de volume basiques (triangle, pyramide…). Aryabhata donne également une approximation précise de π. Dans l'Āryabhaṭīya, il écrit : 
« Ajoutez quatre à cent, multipliez ensuite le résultat par huit puis ajoutez alors soixante-deux mille. Le résultat est alors approximativement la circonférence d'un cercle d'un diamètre de vingt mille. Par cette règle, la relation de la circonférence au diamètre est donnée. »
En d'autres termes, π ≈ 62 832/20 000 = 3,141 6, précision remarquable dont c'est la première occurrence dans les mathématiques indiennes. L'approximation standard jusque-là était π ≈ √10. Il n'en donne aucune justification, mais les historiens estiment vraisemblable qu'il l'ait obtenue en calculant le côté d'un polygone régulier inscrit à 384 côtés.
Il fournit une table de sinus, plus exactement de demi-cordes,, qui ne sont pas ramenées, comme nos modernes sinus, à un rayon 1. Aryabhata choisit un rayon de 3 438, ce qui est d'un intérêt comparable à celui de nos modernes radians, quand la circonférence du cercle est divisée en 21 600 minutes d'arc (360 degrés de 60 minutes) : pour un angle suffisamment petit, les mesures de la demi-corde et de l'angle sont alors presque identiques. 
Ce choix d'un rayon de 3 438 est étroitement lié à l'approximation π ≈ 62 832 / 20 000 = 3,141 6 : pour une circonférence C = 21 600,  R = C/2π ≈ C/6,283 2 ≈ 3 437,738 7. L'Aryabatiya est le texte le plus ancien qui nous soit parvenu où il apparaît, mais il est probable qu'il ait déjà été utilisé en Inde avant Aryabhata,, ce qui suppose également la connaissance antérieure de l'approximation π ≈ 3,141 6, ou d'une approximation d'une précision analogue.
Aryabhata découpe un quart de cercle en 24 parties de 3° 45' (soit 225') et prend la longueur de l'arc comme approximation de la demi-corde interceptant un angle de 225'. Pour le calcul des sinus, Aryabhata propose deux méthodes, l'une s'appuyant sur le calcul du sinus de l'arc moitié et l'utilisation du théorème de Pythagore, l'autre utilisant le fait que les différences secondes des sinus sont proportionnelles au sinus. Il fournit pour la première fois une table des différences des sinus. Concernant l'originalité de son travail et l'influence des tables de cordes d'Hipparque, le sujet est débattu,.

## Hommages

### En astronomie
En son hommage, le premier satellite indien, lancé le 19 avril 1975, ainsi qu'un cratère lunaire, portent son nom.

### En littérature
En 1990, Jean d'Ormesson écrit une Histoire du Juif Errant dans laquelle le héros rencontre Aryabhata. Le héros révèle la légende du point d'Aryabhata au mathématicien Al-Biruni, qui invente le zéro à cette occasion.